# Фредериксен, Метте
Метте Фредериксен (дат. Mette Frederiksen; род. 19 ноября 1977, Ольборг, Дания) — датский политический и государственный деятель. Председатель партии «Социал-демократы» с 28 июня 2015 года. Премьер-министр Дании с 27 июня 2019 года. В прошлом — министр занятости Дании (2011—2014), министр юстиции (2014—2015). Депутат фолькетинга от округа Копенгаген с 2001 года.

## Биография
Родилась 19 ноября 1977 года в Ольборге на северо-западе Дании. Её отец был типографом, а мать — воспитательница дошкольного учреждения. Оба были членами партии «Социал-демократы».
Окончила Ольборгскую гимназию. Изучала администрацию и общественные науки в Университете Ольборга (бакалавр, 2007). В 2009 году получила степень магистра африканских исследований в Копенгагенском университете.
С 2000 года она работала консультантом по вопросам молодёжи в Датской конфедерации профсоюзов.
В раннем подростковом возрасте внесла членский взнос в поддержку Африканского национального конгресса (АНК) в ЮАР, который создали основатели антиапартеидного движения.
Присоединилась к Социал-демократической молодёжи Дании в 1992 году, в возрасте 15 лет. Фредериксен была представительницей социал-демократов по культуре, средствам массовой информации и гендерному равенству.
По результатам парламентских выборов 2001 года в возрасте 24 лет избрана депутатом фолькетинга.
Она стала представительницей своей партии по социальным вопросам после парламентских выборов 2005 года. Она также занимала должность заместительницы председателя парламентской группы Социал-демократической партии.
В 2011—2014 годах — министр занятости Дании, в 2014—2015 годах — министр юстиции Дании.
28 июня 2015 года возглавила партию, сменив Хелле Торнинг-Шмитт.
После парламентских выборов 2019 года, 27 июня 2019 года в возрасте 41 год стала самым молодым премьер-министром Дании.
Хотя её руководство страной во время пандемии получило высокую оценку, она столкнулась с шквалом критики за то, как она справилась с «норковым делом». В ноябре 2020 года было принято решение об убийстве более 15 млн норок, поскольку они являются носителями коронавируса. Вскоре после этого было установлено, что у правительства не было законных оснований требовать этого от владельцев норковых ферм, что нанесло тяжёлый удар по премьер-министру.
Её правительство пообещало свести число просителей убежища «до нуля». План предусматривает депортацию просителей убежища за пределы Европейского союза в страны, признанные безопасными для жизни, среди которых называется Руанда.
Её правительство также отозвало вид на жительство для сирийцев из регионов, которые считает безопасными.
По итогам парламентских выборов 2022 года снова стала премьер-министром, возглавив коалиционное правительство, состоящее из социал-демократов, «Венстре» и «Умеренных».
7 июня 2024 года в Копенгагене неизвестный мужчина подошёл к ней на площади и ударил её, но премьер-министр не получила серьёзных повреждений и просто была «шокирована случившимся».

## Личная жизнь
В 2003—2014 годах была замужем за Эриком Харром (Erik Harr), специалистом по связям с общественностью. У них дочь Ида Фелине (Ida Feline) и сын Магне (Magne).
С 2014 года живёт с известным в Дании кинооператором Бо Тенгбергом (Bo Tengberg). В июле 2020 года Фредериксен и Тенгберг вступили в брак. На свадьбе на острове Мён присутствовали только близкие люди.

## Награды
- Орден Свободы (10 июня 2024 года, Украина) — за выдающиеся личные заслуги в укреплении украинско-датского межгосударственного сотрудничества, поддержку государственного суверенитета и территориальной целостности Украины[13].
- Орден княгини Ольги I степени (27 января 2023 года, Украина) — за весомый личный вклад в укрепление межгосударственного сотрудничества, поддержку независимости и территориальной целостности Украины[14].
- Командор 1-го класса ордена Даннеброга (22 ноября 2024 года).

## Сочинения
Является соавтором книг «Открытки» (Epostler, 2003) и «От сражений к культуре» (Fra kamp til kultur, 2004).

## В культуре
По словам создателей шоу, Фредериксен была источником вдохновения для популярного политического драматического телесериала «Правительство» (Borgen), с неизбежными сравнениями как с главной героиней шоу Биргитте Нюборг, так и с премьер-министром четвёртого сезона (Signe Kragh).